# Феррейра-ду-Алентежу
Ферре́йра-ду-Аленте́жу (порт. Ferreira do Alentejo; МФА: [fɨ.ˈʁɐj.ɾɐ du ɐ.ɫẽ.ˈtɐj.ʒu], Фирре́йра-ду-Аленте́йжу, «Феррейра-Алентежуська») — муніципалітет і містечко в Португалії, в окрузі Бежа. Розташований у південній частині країни, на теренах історичної португальської провінції Алентежу. Належить до Безької діоцезії Католицької церкви в Португалії. Права міського самоврядування має з 1516 року. Поділяється на 4 парафії. За адміністративним поділом, чинним до 1976 року, був складовою провінції Нижнє Алентежу. Площа муніципалітету — 648,25 км², населення муніципалітету — 8255 ос. (2011); густота населення — 12,73 осіб/км²
. Патрон — Діва Марія. Святковий день муніципалітету — 5 березня. Поштовий індекс — 7900.  Код місцевої адміністративної одиниці — 0208. Складова статистичного регіону Алентежу.

## Назва
- Феррейра-ду-Алентежу (порт. Ferreira do Alentejo, стара орфографія: порт. Ferreira do Alemtejo)

## Географія
Феррейра-ду-Алентежу розташована на південному сході Португалії, на півночі округу Бежа.
Містечко розташоване за 20 км на захід адм. центру округу міста Бежа, на автомобільній трасі Лісабон — Севілья.
Відстань до Лісабона — 116 км, до Бежі — 22 км. 
Феррейра-ду-Алентежу межує на півночі з муніципалітетами Алкасер-ду-Сал і Алвіту, на сході — з муніципалітетами Куба і Бежа, на півдні — з муніципалітетом Алжуштрел, на південному заході — з муніципалітетом Сантіагу-ду-Касен, на заході — з муніципалітетом Грандола.

## Історія
1516 року португальський король Мануел I надав Феррейрі форал, яким визнав за поселенням статус містечка та муніципальні самоврядні права.

## Населення
| Кількість мешканців | Кількість мешканців | Кількість мешканців | Кількість мешканців | Кількість мешканців | Кількість мешканців | Кількість мешканців | Кількість мешканців | Кількість мешканців | Кількість мешканців | Кількість мешканців | Кількість мешканців | Кількість мешканців | Кількість мешканців | Кількість мешканців | Кількість мешканців |
| ------------------- | ------------------- | ------------------- | ------------------- | ------------------- | ------------------- | ------------------- | ------------------- | ------------------- | ------------------- | ------------------- | ------------------- | ------------------- | ------------------- | ------------------- | ------------------- |
| 1864                | 1878                | 1890                | 1900                | 1911                | 1920                | 1930                | 1940                | 1950                | 1960                | 1970                | 1981                | 1991                | 2001                | 2011                |                     |
| 5 895               | 7 031               | 8 104               | 8 401               | 9 787               | 10 115              | 12 472              | 14 576              | 15 637              | 14 894              | 11 223              | 11 244              | 10 075              | 9 010               | 8 255               |                     |

## Парафії
- Алфундан
- Феррейра-ду-Алентежу
- Фігейра-душ-Кавалейруш
- Одівелаш
- Перогуарда
- Каньєштруш